# Военный штаб Европейского союза
Военный штаб Европейского Союза служит целям общей политики безопасности и обороны Европейского Союза и является отдельным департаментом в составе Европейской службы внешних связей, непосредственно подчиняющейся Верховному представителю Союза по иностранным делам и политике безопасности. Военный штаб Европейского союза руководит такими подразделениями вооруженных сил ЕС как Силы быстрого реагирования Европейского союза, Европейский корпус, Европейская жандармерия, Морские силы Европы и Боевые группы Европейского союза. Во время кризисных ситуаций оперативный штаб ЕС может обращаться за военной помощью к НАТО или Объединённому комитету, в который входят представители министерств иностранных дел и обороны пяти стран: Германии, Франции, Бельгии, Люксембурга и Испании.
Военный штаб Европейского союза подчиняется военному комитету ЕС и обеспечивает его работу, в частности, в вопросах стратегического планирования и раннего оповещения о возможных угрозах.
На должность директора военного штаба ЕС назначается один из представителей стран - участниц организации в звании генерал-лейтенант (вице-адмирал). При этом председатель военного комитета (генерал армии либо адмирал) и директор военного штаба не могут быть представителями одного государства.

## Структура
Организационно военный штаб состоит из шести управлений: военного планирования; разведывательного; кризисного регулирования, оперативной и боевой подготовки; ресурсов и тылового обеспечения; связи и информационных систем; отдел координации с командованием НАТО. Во главе каждого управления находится бригадный генерал.

### Военное планирование
Управление военного планирования формирует оборонную доктрину ЕС, отвечая за развитие и подготовку вооружённых сил Евросоюза и взаимодействуя с Европейским оборонным агентством.

### Разведка
Задачи разведывательного управления касаются оповещения о возможных угрозах странам Евросоюза.

### Боевая подготовка
Управление оперативной и боевой подготовки несёт ответственность за проведение учений и боевых миссий.

### Тыловое обеспечение
Управление тылового обеспечения служит как для материально-технического снабжения войск, так и для их административной поддержки.

### Связь и информационные системы
Управление связи и информационных систем не только даёт публичные разъяснения о проводимой военной политике ЕС, но и гарантирует военнослужащим надёжную коммуникацию как во время учений, так и в ходе выполнения ими боевых миссий за пределами Европейского союза.

### Координация с командованием НАТО
Отдел координации с командованием НАТО отвечает за взаимодействие со штаб-квартирой Североатлантического альянса в условиях кризисных ситуаций.

## Генеральные директора Военного штаба ЕС

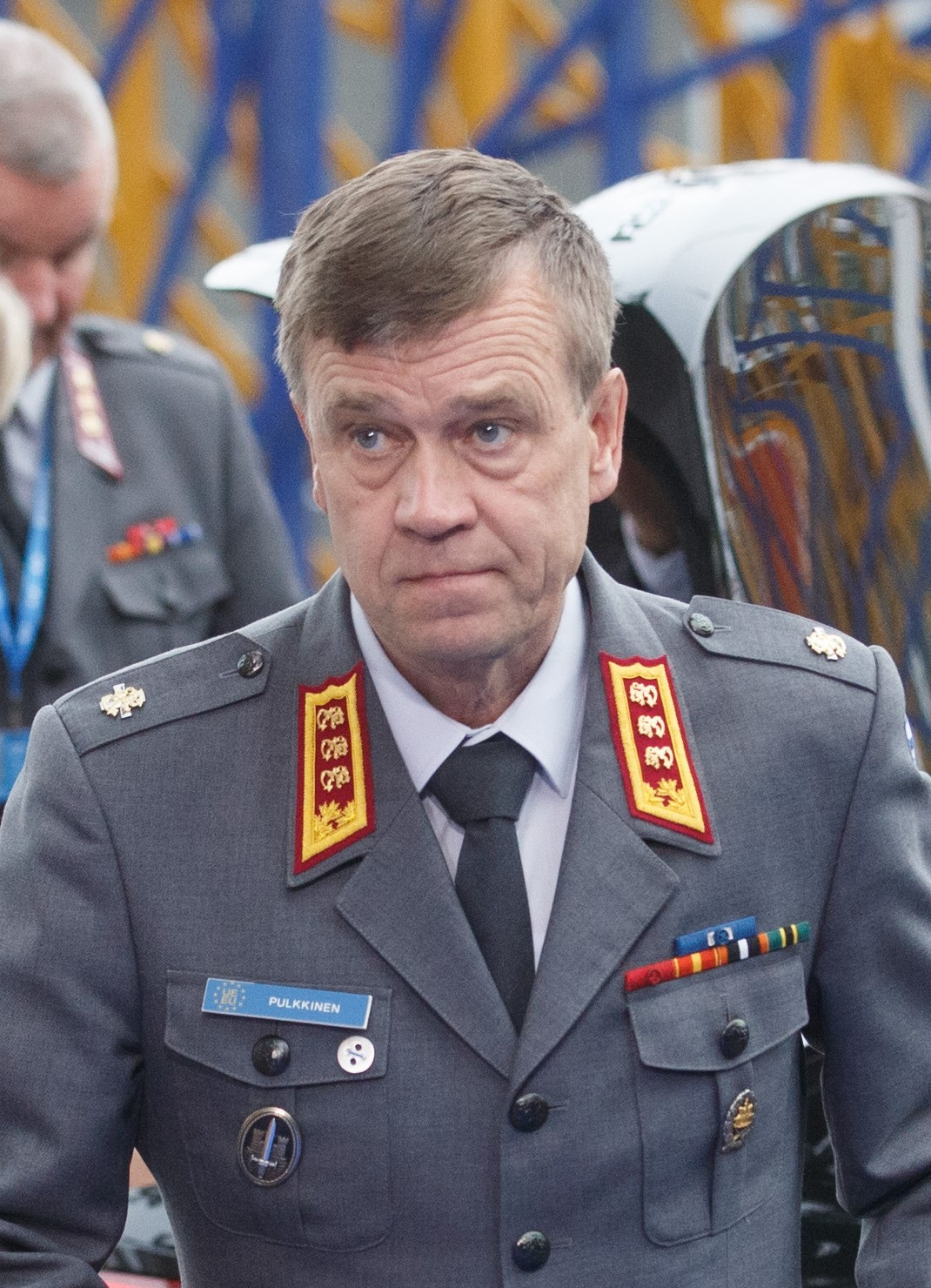
Генерал-лейтенант Эса Пулкинен

| Генеральные директора Военного штаба ЕС | Генеральные директора Военного штаба ЕС | Генеральные директора Военного штаба ЕС | Генеральные директора Военного штаба ЕС |
| Имя                                     | Страна                                  | Начало полномочий                       | Конец полномочий                        |
| --------------------------------------- | --------------------------------------- | --------------------------------------- | --------------------------------------- |
| генерал-лейтенант Райнер Шувирт         | Германия                                | 2001                                    | 2004                                    |
| генерал-лейтенант Жан-Поль Перрюш       | Франция                                 | 2004                                    | 2007                                    |
| генерал-лейтенант Дэвид Лики            | Великобритания                          | 2007                                    | 2010                                    |
| генерал-лейтенант Том ван Осх           | Франция                                 | 2010                                    | 2012                                    |
| генерал-лейтенант Вольфганг Возольсобе  | Австрия                                 | май 2013                                | май 2016                                |
| генерал-лейтенант Эса Пулкинен          | Финляндия                               | май 2016                                | июнь 2020                               |
| вице-адмирал Эрве Блежан                | Франция                                 | июнь 2020                               | июнь 2023                               |
| генерал-лейтенант Михель ван дер Лаан   | Нидерланды                              | июнь 2023                               |                                         |

## Внешние ссылки
- eeas.europa.eu/topics/common-security-and-defence-policy-csdp/5436_en — официальный сайт Военный штаб Европейского союза
- CSDP structure, instruments, and agencies, EEAS website
- EUMS - European Union Military Staff, EU Whoiswho
- The EU Military Staff: a frog in boiling water?, Militaire Spectator